# Абан аль-Лахики
Аба́н ибн Абду-ль-Хами́д аль-Ла́хики (араб. ﺍﺑﺎﻥ ﺍﺑﻦ ﻋﺒﺪ ﺍﻟﺤﻤﻴﺪ اللاﺣﻛﻲ‎; ок. 750, Басра — ок. 816, неизв.) — арабский поэт. Также известный как ар-Ракаши.

## Биография
Его полное имя: Абан ибн Абду-ль-Хамид аль-Лахики ар-Ракаши. Родился в Басре в персидской семье, был родом из Фаса. Его предок Лахик ибн Уфайр был передатчиком хадисов (рави) и маула племени Бану Ракаш.
По его собственным словам, он был среднего роста, с красивым лицом и гладкой бородой. Обучался культуре, математике, грамматике, риторике, литературе и другим наукам. Его земляк, Джахиз, высоко ценил его прозорливость, которая отличала его от кучки интеллигентов в Басре, с которой он связался. Эти связи и соперничество, вероятно, вызвали обвинения в еретических взглядах и манихействе
. По другим данным, он совершал молитвы, давал милостыню, читал Коран и хорошо знал исламское право (фикх). Истина лежит где-то между этими двумя крайностями; он говорил о себе: «Я не являюсь ни аскетом, ни бесстыдным развратником».
Около 792 года аль-Лахики переехал из Басры в Багдад. В Багдаде неизвестный провинциальный поэт стал придворным поэтом Бармакидов, которые покровительствовали литературе. Он заменил некоего Ахмада ибн Сайяра Джурджани в качестве официального арбитра поэтов при дворе Бармакидов.
Писал панегирики Бармакидам (Яхья, Фадль и Джафар) и Харуну ар-Рашиду. В некоторых стихах защищал Аббасидов против притязаний Алидов. Как было принято в его время, он обменивался памфлеты с другими арабскими поэтами. Писал сатиры против Абу Нуваса, называя его еретиком. Его враги обвиняли его, вероятно без доказательно, в манихействе.
Одним из самых важных его достижением было стихосложение в куплетах (муздавиди) народного фольклора индийского и персидского, а иногда и греческого происхождения: Калила ва-Димна, Билавхар ва-Юдасф, Синдбад, Маздак и романтические истории Ардашира и Ануширвана. За стихотворение Калила ва-Димна, в оригинале которой насчитывалось 14 тысяч строк, было написано менее чем за пять месяцев и помогло заработать Абану 10 тыс. динаров. Он писал также оригинальные стихи в форме муздавиди, такие как поэма по космологии и логике (Дад аль-Хулял) и один о посте и молитве. Многие члены его семьи, его сын Хамдан, например, были также известными поэтами.
Не известно, был ли Абан свидетелем трагического конца Джафара Бармаки (ум. 802) или бесславной смерти Яхьи (805). Если был, то странно, что он не оставил элегию о своих покровителях, либо сохранившиеся до наших дней источники являются неполными.